# Vinkensport
Vinkensport (neerlandès per a "esport del pinsà") és un esport animal competitiu en el qual es fa que els mascles dels pinsans comuns competeixin per al major nombre de piulades en una hora. També s'anomena vinkenzetting ("pinsà assegut"), principalment activa a la regió de parla neerlandesa de Flandes a Bèlgica.
Vinkansport té el seu origen en les competicions dels comerciants flamencs el 1596, i és considerat part de la cultura flamenca tradicional. A data de 2007, es va estimar que hi havia més de 13.000 entusiastes, anomenats "vinkeniers" ("pinsans"), reproduint 10.000 aus cada any. Els activistes per als drets dels animals s'oposen a l'esport.

## Descripció
En un concurs, una fila de gàbies petites, amb un únic pinsà mascle en cadascuna d'elles, s'alinea a uns sis metres al llarg d'un carrer. La proximitat de les gàbies augmenta el nombre de piulades, ja que els ocells canten per aparellar-se i per marcar territori. Un cronometrador comença i acaba el concurs amb una bandera vermella.
Cada vegada que un ocell canta una floritura final correcta per al seu crit — que sovint es transcriu com a susk-e-wiet — es fa una marca de recompte amb guix en un pal llarg de fusta. L'ocell que canta el seu cant més vegades durant una hora guanya el concurs. Els pinsans campions canten regularment centenars de crits en concursos.

## Història i pràctiques
Els registres més antics coneguts de «vinkeniers» són de 1596 (amb algunes fonts que defensen un origen lleugerament anterior de 1593) amb competicions dels comerciants flamencs. A finals del segle xix, la popularitat del vinkenzetting havia disminuït significativament, però va experimentar un ressorgiment després de la Primera Guerra Mundial. A partir del 2007, es va estimar que hi havia més de 13.000 vinkeniers que criaven 10.000 ocells cada any. Tanmateix, la popularitat d'aquest esport popular està disminuint al segle XXI. També hi havia un museu de l'esport ( Nationaal Volkssportmuseum Vinkensport ) al poble de Hulste al municipi de Harelbeke de Bèlgica fins a 2010.
A finals del segle xix, la popularitat de la «vinkenzetting» havia disminuït significativament, però va veure un ressorgiment després de la Primera Guerra Mundial. A partir de 2007, s'estima que hi ha més de 13.000 «vinkeniers» criant 10.000 aus cada any. No obstant això, la popularitat d'aquest esport folklòric està disminuint al segle XXI. També hi ha un Museu de l'esport (Nationaal Volkssportmuseum Vinkensport) al poble de Hulste, al municipi de Harelbeke de Bèlgica.
Els vinkeniers utilitzen diversos mètodes per augmentar el nombre de cants dels seus ocells. Les tècniques per desenvolupar l'aptitud per al cant inclouen programes de cria selectiva, dietes riques en proteïnes i estimular-los amb música i enregistraments de cants d'ocells. Com que els pinsans salvatges generalment comencen a cantar durant la temporada d'aparellament de primavera, els cuidadors també poden utilitzar llums artificials col·locades als aviaris per fomentar que augmentin el cant.
Alguns vinkeniers afirmen que els pinsans de les diferents regions de Bèlgica canten en diferents dialectes ; els ocells del Flandes, de parla neerlandesa, canten "en neerlandès" i els de Valònia, de parla francesa, canten, de manera indesitjable, "en francès". S'ha suggerit que l'ús de "neerlandès" i "való" per descriure aquests dos suposats tipus de pinsans es refereix a una simple diferència de cant que no està literalment vinculada ni a les comunitats flamenques ni a les valones de Bèlgica, i alguns lingüistes fins i tot suggereixen que "való" simplement significa "estranger". Tot i que s'han observat petites diferències regionals (també dialectes) en el cant del pinsà (també dins de Bèlgica), les diferències només s'han pogut distingir de manera fiable mitjançant sonogrames. Taxonòmicament, no hi ha cap subespècie de pinsà reconeguda oficialment a Bèlgica.

### Concursos del Carib i Sud-amèrica
Els concursos de cant ràpid per a pinsans també són un esdeveniment habitual a Guyana, Trinitat, Surinam i Brasil. Els pinsans mascles es col·loquen en gàbies en pals separats per uns 30 cm. El primer pinsà que arribi a 50 cançons guanya. La importació il·legal d'aquests pinsans per part d'immigrants d'aquests països ha desafiat les autoritats de la ciutat de Nova York.

### Incidents de frau
Com passa amb altres esports, Vinkensport ha tingut els seus escàndols de trampes, així com acusacions de millora artificial. Un pinsà va cantar un rècord de 1.278 susk-e-weits en una hora, i el propietari va ser acusat més tard de dopar l'ocell amb testosterona. Després que un concursant cantés exactament el mateix nombre de trucades en tres rondes, es va obrir la caixa i es va descobrir un mini reproductor de CD a dins.

### Oposició a l'esport
| «                                | ...Cegat encara en vol Per l'agulla roent tu, Em quedo dret i em pregunto com, Pots cantar amb tant entusiasme! Sense ressentir-te d'aquest tort, Oblidat el teu dolor greu, Foscor eterna la teva sort, A les palpentes tota la teva vida; Després d'aquella punxada de foc; Empresonat en filferro despietat... | » |
| — The Blinded Bird Thomas Hardy, | |   |

Al llarg de gran part de la seva història, certs atributs d'aquest esport han rebut crítiques. Els primers defensors d'aquest esport cegaven els ocells amb agulles calentes per reduir les distraccions visuals. Es diu que Thomas Hardy — el cèlebre autor i poeta anglès que també era antiviviseccionista i membre de la RSPCA — va escriure el seu poema "L'ocell cec" com a protesta contra aquesta pràctica. El 1920, una campanya de veterans cecs de la Primera Guerra Mundial va prohibir la pràctica, i avui dia els ocells es mantenen en petites caixes de fusta que deixen entrar l'aire però eviten les distraccions.
Activistes moderns pels drets dels animals, com els de la Societat Flamenca de Protecció dels Ocells, acusen els entrenadors de "rentar el cervell" dels ocells perquè cantin més del que és natural o saludable reproduint enregistraments en bucle de cants de pinsans, i que engabiar els ocells a les caixes de concurs intencionadament petites i fosques és cruel. El pinsà és un ocell popular d'aviària en molts països i a la Unió Europea està prohibit capturar ocells en estat salvatge, tot i que els vinkeniers afirmen que els ocells salvatges canten millor que els que estan en captiu. Tot i que actualment no es considera que les poblacions de pinsà estiguin amenaçades, un cas judicial del 2002 al Tribunal Constitucional belga va confirmar una llei de la UE del 1979 que prohibia la captura de pinsans salvatges.